# Corgémont
Corgémont é uma comuna da Suíça, localizada no Cantão de Berna, com 1.548 habitantes, de acordo com o censo de 2010 . Estende-se por uma área de 17,61 km², de densidade populacional de 88 hab/km². Confina com as seguintes comunas: Tramelan, Mont-Tramelan, Cortébert, Nods, Orvin, Sonceboz-Sombeval e Tavannes.
A língua oficial nesta comuna é o francês, uma vez que Corgémont está localizada na parte do cantão denominada Jura Bernense (Jura Bernois), que é a sua porção francófona.

## Idiomas
De acordo com o censo de 2000, a maioria da população fala francês (77,5%), sendo o alemão a segunda língua mais comum, com 16,1%, e, em terceiro lugar, o italiano, com 3,3%.